# Laure Gardette
Laure Gardette (* 1969 in Lentigny) ist eine französische Filmeditorin.
Laure Gardette ist seit Mitte der 1990er-Jahre als Filmeditorin tätig. Ihr Schaffen umfasst mehr als 35 Produktionen. Seit 2010 arbeitet sie vermehrt für den Regisseur François Ozon. Für den Film Poliezei wurde sie 2012 mit dem César für den besten Schnitt ausgezeichnet.

## Filmografie (Auswahl)
- 2006: Verzeiht mir (Pardonnez-moi)
- 2007: Caramel (Sukkar banat)
- 2010: Das Schmuckstück (Potiche)
- 2011: Poliezei (Polisse)
- 2012: Mademoiselle Populaire (Populaire)
- 2012: In ihrem Haus (Dans la maison)
- 2013: Jung & Schön (Jeune & jolie)
- 2014: Eine neue Freundin (Une nouvelle amie)
- 2015: En mai, fais ce qu’il te plaît
- 2016: Frantz
- 2016: Lieber leben (Patients)
- 2017: Der andere Liebhaber (L’amant double)
- 2018: Capernaum – Stadt der Hoffnung (Capharnaüm)
- 2018: Auferstehen (La prière)
- 2018: Gelobt sei Gott (Grâce à Dieu)
- 2019: La vie scolaire – Schulalltag (La vie scolaire)
- 2020: Sommer 85 (Été 85)
- 2020: DNA (ADN)
- 2021: Alles ist gut gegangen (Tout s’est bien passé)
- 2022: Peter von Kant
- 2022: November (Novembre)
- 2023: Mein fabelhaftes Verbrechen (Mon crime)
- 2023: Jeanne du Barry